# Piaranthus parvulus
Piaranthus parvulus är en oleanderväxtart som beskrevs av Nicholas Edward Brown. Piaranthus parvulus ingår i släktet Piaranthus och familjen oleanderväxter. Inga underarter finns listade i Catalogue of Life.